# بيلي بيرك (لاعب كرة قاعدة)
بيلي بيرك (بالإنجليزية: Billy Burke)‏ هو لاعب كرة قاعدة أمريكي، ولد في 11 يوليو 1889 في كلينتون في الولايات المتحدة، وتوفي في 9 فبراير 1967 في ورسستر في الولايات المتحدة.

## وصلات خارجية
- بيلي بيرك على موقعبيزبول رفرنس.كوم (الدوري الرئيسي) (الإنجليزية)
- بيلي بيرك على موقعبيزبول رفرنس.كوم (الدوري الثانوي) (الإنجليزية)